# Entalophoroecia balgimae
Entalophoroecia balgimae är en mossdjursart som beskrevs av Harmelin och Jean-Loup d'Hondt 1992. Entalophoroecia balgimae ingår i släktet Entalophoroecia och familjen Diaperoeciidae. Inga underarter finns listade i Catalogue of Life.